# Mikko Lehtonen (ishockeyspelare född 1994)
Mikko Kasper Lehtonen, född 16 januari 1994 i Åbo, är en finländsk ishockeyspelare som spelar för ZSC Lions i National League (NL). Han har tidigare spelat för bland annat HV71 i SHL samt Toronto Maple Leafs och Columbus Blue Jackets i NHL.